# Монастырёв, Сергей Сергеевич
Серге́й Серге́евич Монастырёв (4 июня 1898 — 8 ноября 1952) — советский генерал-майор войск связи, начальник Школы радиоспециалистов бронетанковых и механизированных войск (позднее Ленинградское Высшее Военное Инженерное Училище Связи имени Ленсовета).

## Биография
В Красной Армии с мая 1918 года.
Во время Великой Отечественной войны был начальником отдела и управления связи, генерал-майор с октября 1942 года.
В течение 1947—1950 годах в г. Горьком. Уволен из ВС в отставку по болезни в мае 1950 года.